# 咲いて孫市
『咲いて孫市』（さいてまごいち）は、柳川喜弘による日本の時代劇漫画である。全5巻。全47話。『週刊コミックバンチ』（新潮社）第119号（2003年11月21日号）から第170号（2004年12月10日号）において連載された。

## ストーリー
江戸時代中期の第8代将軍・徳川吉宗の時代。旗本夏目家の3男である夏目孫市郎は鬱屈した部屋住みの日々から脱却するため、火消しの世界へ飛び込む。武家であることを捨てた孫市郎は町火消し・本組の一員として数々の修羅場に直面し、活躍を続けることで町人たちの注目を集め、火消しの「孫一」の名は江戸中を駆け巡ることになる。この孫市を中心にして火消しの抗争、放火の影に隠された陰謀など様々な物語が展開する。

## 主な登場人物
夏目孫市郎（なつめ まごいちろう）
本作の主人公。武家のしがらみに嫌気がさし、町火消しとなって江戸の火災に立ち向かう。
夏目弘忠（なつめ ひろただ）
旗本夏目家の長男。孫市の実兄で町奉行与力。
徳川吉宗（とくがわ よしむね）
江戸幕府第8代将軍。孫市と面識があり、関心を寄せている。
大岡越前守忠相（おおおか えちぜんのかみ ただすけ）
町火消制度を発案したことで知られる名奉行。
欣蔵（きんぞう）
町火消し本組の頭。人望が厚く孫市の命の恩人でもある。
弥太郎（弥生）（やたろう（やよい））
み組親方の1人娘。普段は男を装い、火消しとして活動する。

## 単行本
- 柳川喜弘 『咲いて孫市』 新潮社〈バンチ・コミックス〉、全5巻
  1. 2004年7月15日発行、2004年7月9日発売 ISBN 4-10-771157-9
  2. 2004年7月15日発行、2004年7月9日発売 ISBN 4-10-771158-7
  3. 2004年9月15日発行、2004年9月9日発売 ISBN 4-10-771169-2
  4. 2004年12月15日発行、2004年12月9日発売 ISBN 4-10-771187-0
  5. 2005年2月15日発行、2005年2月9日発売 ISBN 4-10-771197-8